# 60-я годовщина Победы в Великой Отечественной войне (монеты)
60-я годовщина Победы в Великой Отечественной войне — серия памятных монет Центрального банка Российской Федерации, посвящённых 60-летию Победы в Великой Отечественной войне 1941—1945.

## История выпуска
В данной серии представлены монеты пяти различных монетных типов. В каждом представлена одна разновидность монет. Часть монет исполнена из драгоценных металлов — серебро, золото, часть из латуни и мельхиора. Тематикой серии стали события и участники войны.
В серии представлены:
- биметаллическая монета номиналом 10 рублей из недрагоценных сплавов;
- монета из серебра 925-й пробы номиналом 3 рубля;
- монета из серебра 925-й пробы номиналом 100 рублей;
- монета из золота 999-й пробы номиналом 50 рублей;
- монета из золота 999-й пробы номиналом 10 000 рублей.

## О монетах

### 10 рублей
Чеканка монеты началась 11 января 2005 года, что не характерно для памятных монет, посвящённых событиям Великой Отечественной войны (обычно монеты чеканят перед 9 мая). Из-за большого тиража, монета редкой не является. Её можно встретить в обороте.
| Изображение                                                         | Описание | Примечание |
| ------------------------------------------------------------------- | --- | --- |
|                                                                     | В центре диска — обозначение достоинства монеты «10 РУБЛЕЙ». Внутри цифры «0» — скрытые, видимые поочерёдно при изменении угла зрения изображения цифры «10» и надписи «РУБ». В нижней части диска — товарный знак монетного двора. В верхней части кольца по окружности — надпись: «БАНК РОССИИ», в нижней — дата «2005», слева и справа — стилизованные ветви растений, переходящие на диск. | |
|                                                                     | На диске — Вечный огонь в виде пятиконечной звезды в обрамлении ленты, изображающей цифру «60», внизу — даты «1941-1945», на кольце по окружности — надпись: «НИКТО НЕ ЗАБЫТ, НИЧТО НЕ ЗАБЫТО», внизу — изображение ветви лавра. | - Дата выпуска: 11 января 2005 года - Каталожный номер: 5514-0023 - Художник: С. А. Козлов. - Скульптор: Компьютерное моделирование. - Чеканка: Московский монетный двор — 30 000 000 шт; Санкт-Петербургский монетный двор — 30 000 000 шт. - Оформление гурта: 300 рифлений и надписи «ДЕСЯТЬ РУБЛЕЙ», повторяющиеся дважды, разделённые звёздочками. |
| Тираж монеты не случайно так велик, он символизирует 60 лет победы. | | |

| Номинал   | Качество      | Металл                               | Диаметр, мм | Толщина, мм | Масса, г | Тираж, шт. |
| --------- | ------------- | ------------------------------------ | ----------- | ----------- | -------- | ---------- |
| 10 рублей | Анциркулейтед | - кольцо — латунь, - диск — мельхиор | 27,00       | 2,10        | 8,40     | 60 000 000 |

### 3 рубля
Трёхрублёвая монета из серебра 925 пробы была выпущена в количестве 35 000 штук. Это довольно крупный тираж для памятной монеты из серебра. Ориентировочная стоимость одной монеты на январь 2013 года — 1500 рублей. Эта цена ниже средней стоимости инвестиционной монеты — Георгий Победоносец из серебра 999 пробы и весом в тройскую унцию.
В 2005 году к 60-й годовщине Победы в Великой Отечественной войне 1941—1945 годов были выпущены наборы из трёхрублёвых монет для вручения в качестве подарков зарубежным гостям, прибывающим на праздник. На Московском монетном дворе было выпущено всего 1000 наборов.
В наборе 15 монет из серебра 925 пробы, каждая массой 31,1 г. На каждой из 15 монет методом цветной печати нанесён герб одной из 15 республик СССР.
| Изображение | Описание | Примечание |
| ----------- | --- | --- |
|             | В центре диска — эмблема Банка России (двуглавый орёл с опущенными крыльями, под ним надпись полукругом «БАНК РОССИИ»), обрамлённая кругом из точек и надписями по кругу: вверху — «ТРИ РУБЛЯ», внизу — «2005 г.», слева — обозначение металла, проба сплава, справа — содержание драгоценного металла в чистоте и товарный знак монетного двора. | |
|             | На фоне полотнища знамени — солдат-орденоносец, возвратившийся с войны, рядом — улыбающаяся женщина, на матовом фоне слева — даты в две строки «1941» «1945», ниже — лавровая ветвь. | - Дата выпуска: 2 марта 2005 года - Каталожный номер: 5111-0140 - Художник: Е. В. Крамская. - Скульптор: И. М. Хамраев. - Чеканка: Московский монетный двор. - Оформление гурта: 300 рифлений. |
|             | | |

| Номинал | Качество | Металл, проба    | Масса общая, г | Содержание химически чистого металла не менее, г | Диаметр, мм   | Толщина, мм  | Тираж, шт. |
| ------- | -------- | ---------------- | -------------- | ------------------------------------------------ | ------------- | ------------ | ---------- |
| 3 рубля | пруф     | серебро 925/1000 | 33,94 (±0,31)  | 31,10                                            | 39,00 (±0,30) | 3,30 (±0,35) | 35 000     |

### 100 рублей
| Изображение | Описание | Примечание |
| ----------- | --- | --- |
|             | В центре диска — эмблема Банка России (двуглавый орёл с опущенными крыльями, под ним надпись полукругом «БАНК РОССИИ»), обрамлённая кругом из точек и надписями по кругу: вверху — «СТО РУБЛЕЙ», внизу — «2005 г.», слева — обозначение металла, проба сплава, справа — содержание драгоценного металла в чистоте и товарный знак монетного двора. | |
|             | На фоне полотнища знамени — украшенный цветами и транспарантом прибывающий паровоз с воинами-победителями, справа на перроне — встречающие их женщины, на матовом фоне слева — даты в две строки «1941» «1945», ниже — лавровая ветвь. | - Дата выпуска: 2 марта 2005 года - Каталожный номер: 5117-0027 - Художник: Е. В. Крамская. - Скульптор: Э. А. Тользин. - Чеканка: Московский монетный двор. - Оформление гурта: 360 рифлений. |
|             | | |

| Номинал    | Качество | Металл, проба    | Масса общая, г  | Содержание химически чистого металла не менее, г | Диаметр, мм    | Толщина, мм  | Тираж, шт. |
| ---------- | -------- | ---------------- | --------------- | ------------------------------------------------ | -------------- | ------------ | ---------- |
| 100 рублей | пруф     | серебро 925/1000 | 1083,74 (±2,65) | 1 000,0                                          | 100,00 (±0,80) | 15,0 (±0,60) | 2000       |

### 50 рублей
| Изображение | Описание | Примечание |
| --- | --- | --- |
| | В центре диска — эмблема Банка России (двуглавый орёл с опущенными крыльями, под ним надпись полукругом «БАНК РОССИИ»), обрамлённая кругом из точек и надписями по кругу: вверху — «ПЯТЬДЕСЯТ РУБЛЕЙ», внизу — «2005 г.», слева — обозначение металла, проба сплава, справа — содержание драгоценного металла в чистоте и товарный знак монетного двора. | |
| | На фоне полотнища знамени — юбилейная медаль «60 лет Победы в Великой Отечественной войне 1941—1945 гг.», на матовом фоне слева — даты в две строки «1941» «1945», ниже — лавровая ветвь. | - Дата выпуска: 2 марта 2005 года - Каталожный номер: 5216-0055 - Художник: Е. В. Крамская. - Скульптор: Компьютерное моделирование - Чеканка: Московский монетный двор. - Оформление гурта: 134 рифления. |
| Юбилейная медаль учреждена в ознаменование 60-летия Победы в Великой Отечественной войне1941-1945 годов, как дань глубокого уважения великого подвига, героизма и самоотверженности ветеранов войны. | | |

| Номинал   | Качество | Металл, проба   | Масса общая, г | Содержание химически чистого металла не менее, г | Диаметр, мм   | Толщина, мм  | Тираж, шт. |
| --------- | -------- | --------------- | -------------- | ------------------------------------------------ | ------------- | ------------ | ---------- |
| 50 рублей | пруф     | золото 999/1000 | 7,89 (±0,10)   | 7,78                                             | 22,60 (-0,15) | 1,30 (±0,15) | 7000       |

### 10 000 рублей
| Изображение | Описание | Примечание |
| --- | --- | --- |
| | В центре диска — эмблема Банка России (двуглавый орёл с опущенными крыльями, под ним надпись полукругом «БАНК РОССИИ»), обрамлённая кругом из точек и надписями по кругу: вверху — «ДЕСЯТЬ ТЫСЯЧ РУБЛЕЙ», внизу — «2005 г.», слева — обозначение металла, проба сплава, товарный знак монетного двора, справа — содержание драгоценного металла в чистоте и знак порядкового номера монеты № __. | |
| | На фоне полотнища знамени — изображения солдат с опущенными знамёнами немецко-фашистских войск, на втором плане — Спасская башня и кремлёвская стена, на матовом фоне слева — даты в две строки «1941» «1945», ниже — лавровая ветвь. | - Дата выпуска: 2 марта 2005 года - Каталожный номер: 5221-0008 - Художник: Е. В. Крамская. - Скульптор: А. С. Хазов. - Чеканка: Московский монетный двор. - Оформление гурта: 360 рифлений. |
| Во время Парада Победы в Москве на Красной площади 24 июня 1945 года марш сводных полков фронтов завершала колонна солдат, нёсших 200 опущенных знамён разгромлённых немецко-фашистских войск. Эти знамёна были брошены к подножию Мавзолея В. И. Ленина. | | |

| Номинал       | Качество | Металл, проба   | Масса общая, г | Содержание химически чистого металла не менее, г | Диаметр, мм   | Толщина, мм  | Тираж, шт. |
| ------------- | -------- | --------------- | -------------- | ------------------------------------------------ | ------------- | ------------ | ---------- |
| 10 000 рублей | пруф     | золото 999/1000 | 1001,1 (+4,60) | 1000,0                                           | 100,0 (±0,80) | 8,50 (±0,40) | 250        |